# アレックス・サンダース
アレックス・サンダース（Alex Sanders、ミシガン州ロチェスター出身、1966年3月7日 - ）はアメリカ合衆国のポルノ男優・ポルノ映画監督。身長188cm、瞳の色はグリーン。ウェーブしたダークブロンドの長髪と、ビルドアップされた肉体がトレードマークである。

## 来歴
サンダースはミシガン州で生まれ育ち、1988年にロックスターを夢見てロサンゼルスに移り音楽学校に通った。映画の大道具係をしながら将来を模索している時に、業界にいた元ガールフレンドの勧めに従ってポルノ映画の世界に足を踏み入れた。
彼は1993年に27歳でスクリーンデビューを飾り、以来1500本を越える作品に出演した。また100本以上のポルノ映画を監督している。AVN最優秀助演男優賞を獲得した1995年の『Dear Diary』では脚本も手掛けるなど、本数は少ないが脚本・製作・編集・特殊効果としてもクレジットされている。
2003年7月にベテランポルノ女優のフィリーシャ・アンと結婚した。

## 受賞
- 1994年：XRCO Woodsman of the Year[4]
- 1995年：AVN Best Group Sex Scene（ビデオ） – 『Pussyman 5』[5]
- 1996年：AVN Best Supporting Actor（ビデオ） – 『Dear Diary』[5]
- 1996年：XRCO Best Group Scene – 『American Tushy』[4]
- 1997年：AVN Best Group Sex Scene（ビデオ） – 『American Tushy』[5]
- 2003年：AVN殿堂入り[6]
- 2009年：AVN Best Group Sex Scene – 『Icon』[7]